# Fons Roggeman
Fons Roggeman (Aalst,  16 juni 1939 – Deurle, 24 december 2024) was een Belgische kunstschilder die leefde en werkte in Deurle, een deelgemeente van Sint-Martens-Latem in Oost-Vlaanderen.

## Biografie
Al heel jong ontlook het talent van kunstschilder Fons Roggeman. Vanaf zijn negende jaar volgde hij elke dag drie uur les aan de Academie voor Schone Kunsten in Aalst. Daar leerde hij de grondbeginselen van tekenen en schilderen. Tot verbazing van de docenten kopieerde hij op vijftienjarige leeftijd minutieus en als technische studie een portretschilderij van Rogier van der Weyden uit de school van de Vlaamse Primitieven. 
Daarna bekwaamde hij zich verder aan de Koninklijke Academie voor Schone Kunsten in Gent bij docent en expressionistisch schilder Jan Mulder, die hij ook al in Aalst had leren kennen. Tijdens zijn studie verwierf hij in 1958 de Prijs Valerius De Saedeleer voor zijn grote compositie met twaalf vrouwelijke naakten. In 1959 behaalde hij, naast zijn diploma met de grootste onderscheiding, ook de Prijs Deleu voor Schilderkunst. In 1960 volgde de Prijs Pipijn voor een ingetogen portretschilderij.

Als autonoom kunstschilder vestigde hij zich vanaf 1961 in Sint-Martens-Latem om in 1975 definitief te verhuizen naar een landhuisje met een grote tuin in het aangrenzende dorp Deurle.

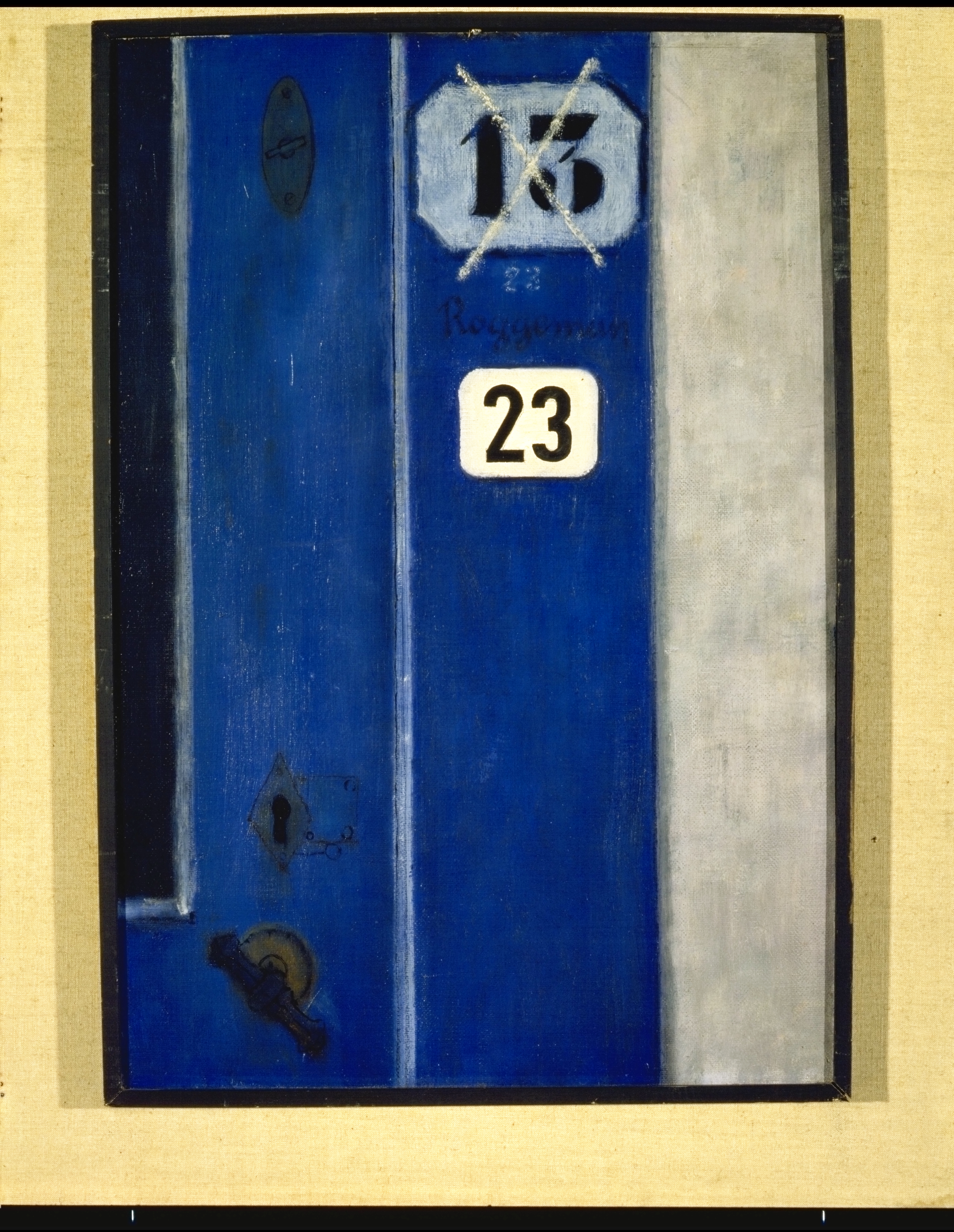
Het nieuwe huisnummer (1961)

Fons Roggeman wordt gerekend tot een van de voortrekkers van de klassiek geschoolde, figuratieve kunstschilders in Vlaanderen van de tweede helft van de twintigste eeuw. Naast zijn portretten kwamen zijn onderwerpen in de jaren 1960-1980 uit zijn omgeving. Hij schilderde op een hyperrealistische manier objecten uit zijn interieur, winkels en openbare gebouwen als verstilde elementen. Zijn vrouw en zijn eerste kind waren eveneens geliefde modellen.
In 1970 vond echter een dramatische omwenteling in zijn leven plaats die onmiddellijk voelbaar werd in zijn werk. Van 1970 tot 1972 schilderde hij een reeks aangrijpende zelfportretten, gedreven door zijn innerlijke verscheurdheid bij de relatiebreuk met zijn vrouw. Zijn laatste zelfportret uit deze reeks kerfde hij met een mes.

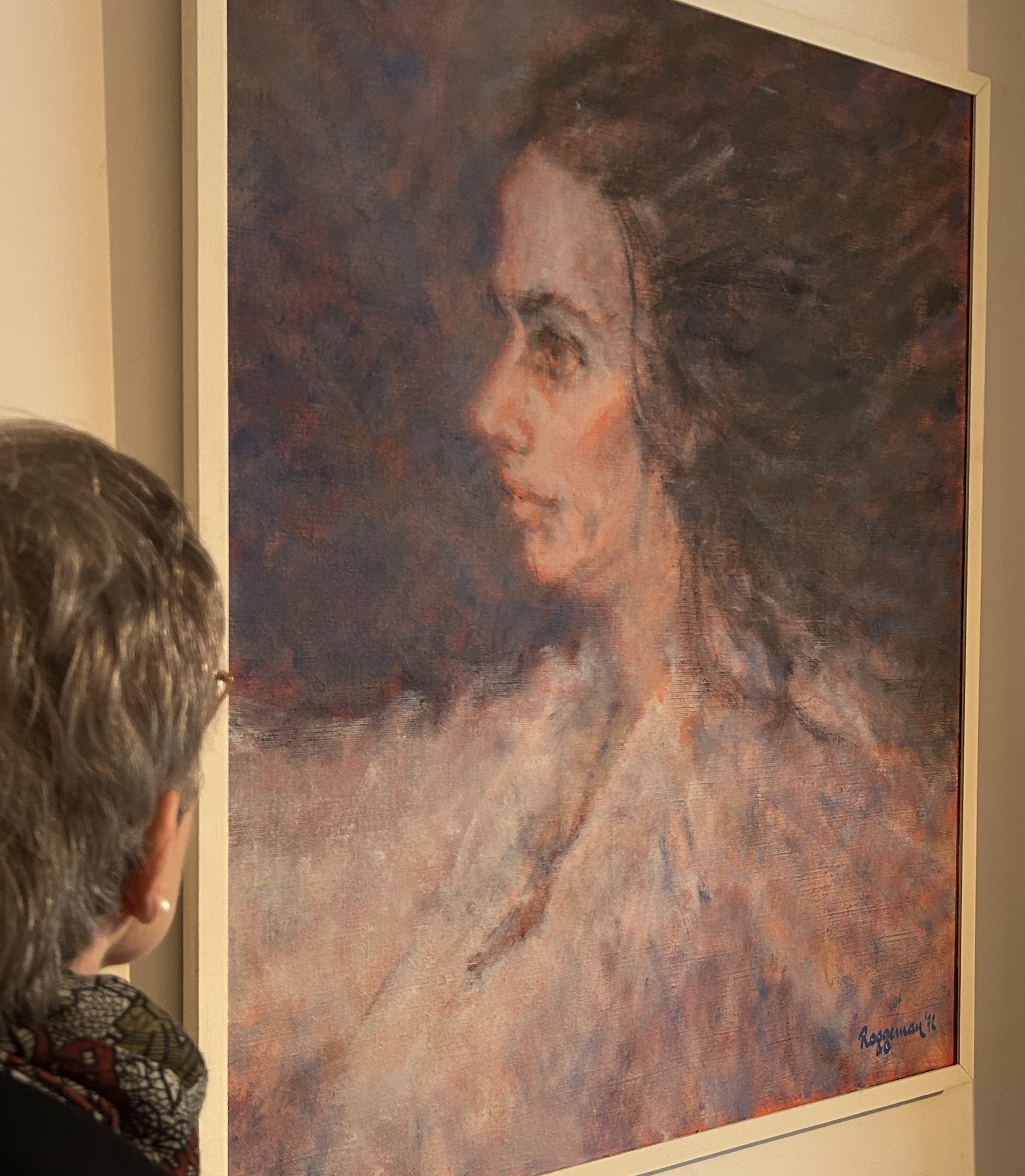
Flora (1972)

Vanaf 1972 vond hij zijn gemoedsrust terug. Hij ontmoette de violiste Flora van Leeuwen die zijn echtgenote werd.
Kleur en licht herwonnen hun plaats in zijn schilderijen. Roggeman boorde nieuwe thema’s aan. Naast hun tuin met wilgen en het zelf aangeplante bos verdiepte hij zich op abstracte wijze in de mysteries van de kosmos. Ook werden er twee kinderen geboren.
In 2007 ontstonden enkele schilderijen onder de titel Voorgevoel. Toen hij een jaar later de diagnose kanker kreeg, gaf hij dat een plaats in zijn artistieke leefwereld. Hij creëerde abstracte schilderijen van bloedcellen en organische systemen zoals hij die in zijn lichaam verbeeldde.
In 2009 vertrok het gezin naar de Franse Côte d'Opale, waar Roggeman de kracht van de zeegolven op de krijtrotsen in lichtblauwe tinten schilderde, gevangen in een mysterieus maar dynamisch licht.
In 2017 ontving hij de Binus Cultuurprijs van Sint-Martens-Latem.

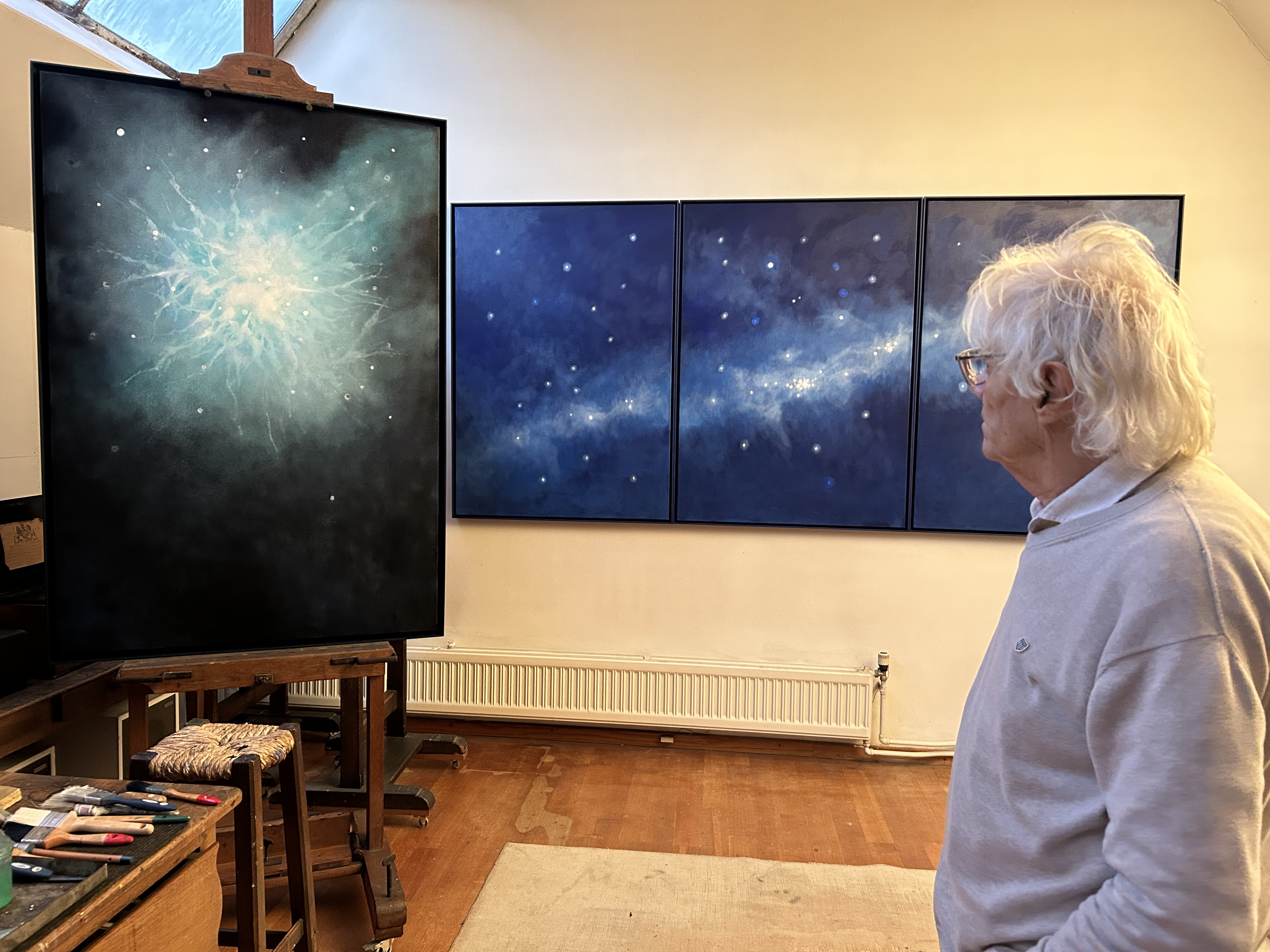
Nebula (2023) en Infinitas (2022)

Roggeman besefte sinds de beginjaren 2020 dat de kanker in zijn lichaam bleef woekeren. Dit stimuleerde hem niettemin om de kosmos met zijn geheimen en het ontstaan van lichtbronnen opnieuw als thema voor zijn schilderijen uit te diepen. Hij schilderde hierover de triptiek Infinitas (2022) en het schilderij Nebula (2023).
Roggeman overleed op 24 december 2024 op 85-jarige leeftijd.